# Павленківська волость
Павленківська волость — адміністративно-територіальна одиниця Лебединського повіту Харківської губернії.
Станом на 1914 рік старшиної волості був Кищик Петро Ілліч, волосним писарем — Костюк Арсеній Іванович, головою волосного суду — Колотенко Олексій Кіндратович.